# 中国农业银行股份有限公司北京城市副中心分行
39°54′24″N 116°37′48″E / 39.90668°N 116.62994°E
中国农业银行股份有限公司北京城市副中心分行（简称为中国农业银行北京城市副中心分行）是中国农业银行的一家分行，位于北京市通州区八里桥南街1号院9号楼。原为通州支行，2018年升格为北京城市副中心分行。